# Église Sainte-Catherine de La Valette
Pour les articles homonymes, voir Église Sainte-Catherine.
L'église Sainte-Catherine est une église catholique située dans la ville de La Valette, à Malte. L'église, jouxtant l'auberge d'Italie, a tout d'abord été construite pour les Hospitaliers italiens de l'ordre de Saint-Jean de Jérusalem par Ġlormu Cassar.

## Historique
La construction de l'église date de 1576, la reconstruction de sa façade ayant eu lieu en 1713.

## Intérieur
L'église, dédiée à sainte Catherine, est ornée de scènes de sa vie, notamment le fameux retable du Martyre de sainte Catherine de l'artiste italien Mattia Preti.